# Жанажольський сільський округ (Мактааральський район)
Жанажо́льський сільський округ (каз. Жаңажол ауылдық округі, рос. Жанажолский сельский округ) — адміністративна одиниця у складі Мактааральського району Туркестанської області Казахстану. Адміністративний центр — село Арайли.
Населення — 9184 особи (2021; 9597 у 2009, 7422 у 1999, 6658 у 1989).
Станом на 1989 рік існувала Жанажольська сільська рада (села Достик, Женіс, Каракожа, Кірово, Найман Бухарбай, Новий Путь, Політотділ, Фірдоусі, Цілинне). 2024 року ліквідовано село Найман Бухарбай. 1993 року на базі сільської ради було утворено два сільських округи — Жанажольський сільський округ та Женіський сільський округ. 1997 року вони були об'єднані в один. 2023 року до складу Мирзакентської селищної адміністрації передано 0,62 км² Жанажольського сільського округу.

## Склад
До складу округу входять такі населені пункти:
| Населений пункт       | Колишні назви | Населення, осіб (1989) | Населення, осіб (1999) | Населення, осіб (2009) | Населення, осіб (2021) |
| --------------------- | ------------- | ---------------------- | ---------------------- | ---------------------- | ---------------------- |
| Акжол, село           | Політотділ    | 1677                   | 1762                   | 2004                   | 2002                   |
| Арайли, село          | Новий Путь    | 634                    | 722                    | 883                    | 839                    |
| Достик, село          | -             | 69                     | 57                     | 83                     | 172                    |
| Женіс, село           | -             | 1081                   | 1492                   | 1836                   | 1421                   |
| Каракожа, село        | -             | 330                    | 0                      | -                      | -                      |
| Найман Бухарбай, село | -             | 393                    | 260                    | 379                    | 11                     |
| Нурлижол, село        | Цілинне       | 453                    | 618                    | 848                    | 724                    |
| Оргебас, село         | Кірово        | 895                    | 1012                   | 1505                   | 1233                   |
| Фірдоусі, село        | -             | 1126                   | 1499                   | 2059                   | 2782                   |